# Galepsos (Chalkidike)
Galepsos (griechisch Γαληψός, auch Gale) war eine antike Stadt, die an der Westküste der zur Chalkidike gehörenden Halbinsel Sithonia in Griechenland lag.
Die genaue Lage von Galepsos auf der Sithonia ist nicht überliefert. Scherbenfunde aus klassischer Zeit lassen vermuten, dass sich die antike Stadt in der Nähe des heutigen Ortes Neos Marmaras befand.
Erstmals genannt wird Galepsos bei Herodot für das Jahr 480 v. Chr. in seiner Beschreibung der Perserkriege. Darin wird Galepsos zu den Orten gezählt, die der parallel zum persischen Landheer folgenden Flotte unter Xerxes I., Truppen zu stellen hatten. Nach den Perserkriegen gehörte die Stadt wohl dem Attischen Seebund an, dessen Tributlisten von 421 v. Chr. die Bewohner als Γαλαΐοι, Galaier, bezeichnen. Zu Beginn des Peloponnesischen Krieges 432 v. Chr. trat Galepsos zusammen mit Potidaia und weiteren chalkidischen Städten aus dem Bündnis aus. Dem nun drohenden kriegerischen Auseinandersetzungen mit Athen entging der Großteil Bevölkerung durch einen Umzug nach Olynth. Nach dem Peloponnesischen Krieg enden die auch sonst knappen Erwähnungen zu Galepsos.